# Elettorato di Colonia
L'Elettorato di Colonia (in tedesco Kurfürstentum Köln, spesso abbreviato in Kurköln) era il territorio governato dagli arcivescovi di Colonia in quanto principi elettori del Sacro Romano Impero. Costituiva con l'Elettorato di Magonza e l'Elettorato di Treviri uno dei tre principati elettorali ecclesiastici. Lo stato venne secolarizzato nel 1803.

## Antefatto storico
Colonia, nota in età romana come Colonia Agrippina, divenne sede episcopale già in età tardoantica. Nel 953 l'arcivescovo di Colonia Bruno I fu il primo vescovo della propria diocesi a esercitare il potere temporale, essendo stato nominato duca di Lotaringia dal re dei Franchi Orientali Ottone I di Sassonia, suo fratello, il quale era intenzionato a indebolire la nobiltà secolare che limitava il suo potere. Sotta la dinastia degli Hohenstaufen la sede di Colonia divenne un principato vescovile, che, oltre al territorio proprio dell'arcidiocesi, annetteva a sé anche alcun regioni sulla riva sinistra del Reno, quali il Ducato di Vestfalia e le contee di Berg e Mark. Nel 1238 l'arcivescovo di Colonia ottenne il titolo di Arcicancelliere d'Italia, ma più in generale il prestigio della sede episcopale di Colonia era cresciuto al punto da far parte del collegio di principi che s'incaricava di eleggere il nuovo Re dei Romani. Dopo la Battaglia di Worringen del 1288 la città di Colonia divenne città libera dell'Impero e pertanto la residenza degli arcivescovi venne spostata a Bonn.

## Storia
Con la Bolla d'oro del 1356 l'arcivescovo di Colonia divenne parte del collegio dei principi elettori, insieme agli arcivescovi di Magonza e di Treviri, al Conte palatino del Reno, al Margravio di Brandeburgo, al Duca di Sassonia e al Re di Boemia. Nel XVI secolo due arcivescovi di Colonia decisero di convertirsi al protestantesimo. Il primo di questi fu Hermann von Wied, che rassegnò le dimissioni, e Gebhard Truchsess von Waldburg, che nel 1582 non solo si convertì al calvinismo ma tentò anche di secolarizzare il principato arcivescovile. Il suo matrimonio nel successivo febbraio, e il netto rifiuto ad abbandonare i territori dell'arcidiocesi, portarono all'elezione di un'anti-arcivescovo nella persona di Ernesto di Baviera. Scoppiò così la Guerra di Colonia che coinvolse non solo le armate bavaresi e papali italiane, ma anche quelle olandesi supportate da altri mercenari protestanti accorsi in difesa dei diritti del neoconvertito. La guerra rovinò gran parte dell'economia dello stato e molti villaggi e città vennero distrutte o assediate. L'Assedio di Godesberg nel novembre-dicembre del 1583 si concluse con la distruzione del castello locale e l'uccisione di gran parte degli abitanti della regione. Dopo questo atto, il contendente protestante, decise di ritirarsi a vita privata con la moglie a Strasburgo abbandonando le proprie pretese sul governo del principato. Ernesto di Baviera venne dunque nominato nuovo arcivescovo ed il fratello, il duca di Baviera, gli concesse il supporto delle sue armate nei territori dell'arcidiocesi per il periodo immediatamente successivo alla sua installazione. Sotto la sua direzione, inoltre, i gesuiti reintrodussero il cattolicesimo nell'Elettorato. Dalla fine del XVI secolo l'arcivescovato divenne effettivamente una "secondogenitura" della famiglia Wittelsbach che già governava la vicina Baviera in quanto tutti gli arcivescovi che furono eletti dal 1583 al 1761 provenivano da questa famiglia. Dal momento inoltre che usualmente l'arcivescovo di Colonia era anche vescovo di Münster (e talvolta di Liegi), essi si distinsero come i principi più influenti della Germania nord-occidentale.
Dopo il 1795 i territori della riva sinistra del Reno vennero occupati dalla Francia dalla quale vennero inoltre formalmente annessi nel 1801. La Reichsdeputationshauptschluss del 1803 secolarizzò il resto dell'arcivescovato concendendo inoltre il ducato di Vestfalia al Langraviato d'Assia-Darmstadt. Colonia a partire dal 1824 fu nuovamente sede di arcidiocesi che prosegue sino ai nostri giorni.

## Geografia
Il principato elettorale ecclesiastico, con vari acquisti e donazioni, si estendeva lungo una striscia di terra di circa 100 km sulla riva sinistra del Reno ad est di Jülich; sull'altra riva possedeva il ducato di Vestfalia e le regioni di Berg e la Mark. Nonostante il tentativo nel 1463 di riunire i territori ereditari elettorali, continuarono a coesistere tre Diete regionali autonome secondo la ripartizione dei feudi:
- Terre dell'Arcicapitolo poste lungo la riva sinistra del Reno e distinte in Alto Elettorato (Bonn, Augustusburg, le contee di Hochstaden, Hagen, Gelsenkirchen, Schlitz) e Basso Elettorato (Principato di Neuss e contee di Rheinsberg e di Andernach;
- Contea di Vest Recklinghausen, exclave nella valle della Lippe amministrata con un governatore con sede nel castello di Westerholt dal 1228 e, dal 1600, ripartita nei due distretti di Recklinghausen e di Dorsten con divieto assoluto di residenza per i protestanti;
- Ducato di Vestfalia suddiviso nei distretti di Arnsberg (capoluogo), Werl, Merschede, Gesecke;
- Principato abbaziale di Maria Laach in unione personale con l'elettore.

## Istituzioni

### La corte e i privilegi

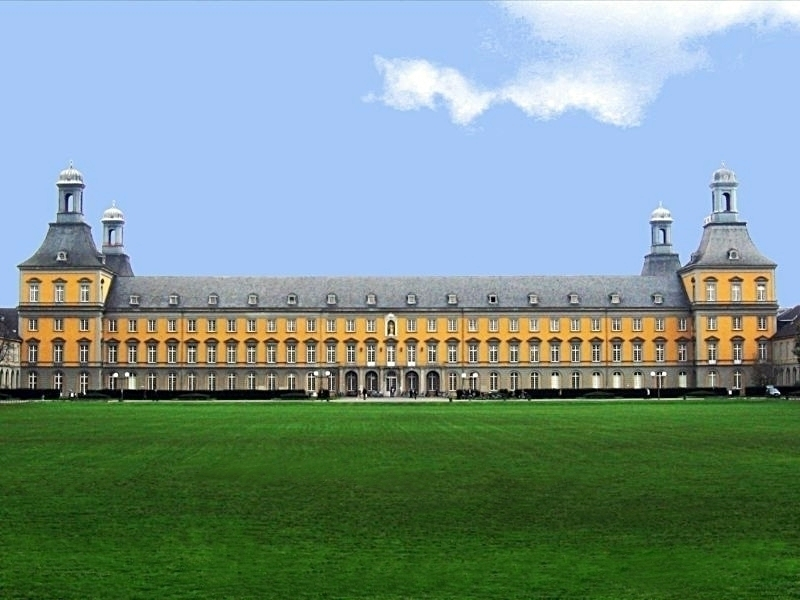
Il Palazzo dei principi-arcivescovi a Bonn, una delle opere più significative dello splendore della corte di Colonia

L'Elettorato di Colonia aveva il diritto di eleggere l'arcivescovo successore all'interno del capitolo della cattedrale di Colonia stessa senza che vi fossero veti imposti dall'esterno. Già nella Bolla d'Oro emessa dall'Imperatore Carlo IV nel 1356, ad ogni modo, il principe-elettore di Colonia godeva di speciali diritti rispetto agli altri principi-elettori del Sacro Romano Impero tra cui la giurisdizione assoluta sui propri territori e l'immunità dal giudizio ad opera di altri tribunali. Sino alla fine della Guerra dei Trent'anni, inoltre, il principe-arcivescovo di Colonia aveva la possibilità di firmare alleanze con potenze esterne alla Germania indipendentemente dalle tendenze politiche dell'imperatore e quindi godeva di una forte indipendenza territoriale. Il potere dell'elettore era però limitato dall'interno, ovvero dal dover dipendere da un capitolo amministrativo e dalla necessità di doversi appoggiare nelle decisioni ad un parlamento, il quale non poteva essere convocato o sciolto senza l'approvazione dell'Imperatore. In questa particolare situazione anche papa Innocenzo XII tentò nel 1695 di revocare i privilegi di nomina per assoggettarli alla volontà della Santa Sede ma tale azione non ebbe successo.
Malgrado le limitazioni, ad ogni modo, a partire dall'epoca di Giuseppe Clemente di Baviera la corte di Colonia divenne una vera e propria corte principesca sul modello di quella assolutista francese, con un conseguente costo elevato nelle operazioni di mantenimento della macchina amministrativa che più volte minacciarono l'incombenza della bancarotta.

### Il capitolo della Cattedrale di Colonia
All'interno dell'Elettorato di Colonia, il capitolo della cattedrale divenne ben presto l'organo statale più importante e influente non solo all'interno dell'arcidiocesi ma anche per l'amministrazione dello stato, col fondamentale potere di trovare il successore non solo per una cattedra episcopale ma anche per il reggente di uno stato secolare. In epoca medievale il capitolo di Colonia arrivò a contare 72 membri di cui però solo 24 erano ammessi al voto. Più tardi il numero dei canonici venne ridotto a 24 tra i quali si trovava anche un rappresentante del papa e uno dell'imperatore.
Il capitolo era diviso al proprio interno per compiti differenti come ad esempio il maestro del coro, il decano, ecc. Per essere ammessi a far parte del capitolo della cattedrale di Colonia era necessario dimostrare di avere 16 quarti di nobiltà ed avere già ricevuto la consacrazione a suddiacono, ma del resto solo la guida del capitolo aveva l'obbligo dell'ordinazione sacerdotale. Poiché la maggior parte dei membri del capitolo aveva il proprio canonicato in diverse diocesi, solo pochi risiedettero a Colonia. Dal momento che i canonici erano spesso membri della nobiltà locale, era dunque fondamentale per ciascun aspirante alla carica arcivescovile ottenere il consenso dell'aristocrazia dell'arcidiocesi che quivi si esprimeva nel suo radicamento alla chiesa.

### Il primo ministro
L'Elettorato di Colonia si avvaleva della figura di un primo ministro, incarico creato a partire dal XVII secolo per occuparsi dell'amministrazione dello stato in maniera più incisiva e "secolare". Difatti, dunque, il primo ministro era il reggente effettivo dello stato di Colonia. Il primo ministro veniva scelto dal principe-arcivescovo e non sempre apparteneva al capitolo della cattedrale né era un sacerdote, ma poteva essere anche un parente o un personaggio di fiducia delegato quindi ad una posizione di assoluto rilievo.
- 1650–1682: Franz Egon von Fürstenberg
- 1682–1688: Wilhelm Egon von Fürstenberg
- 1688–1719: Johann Friedrich Karg von Bebenburg
- 1723–1733: Ferdinand von Plettenberg
- 1733–1750: Ferdinand Leopold von Hohenzollern-Sigmaringen
- 1751–1755: Hermann Werner von der Asseburg
- 1756–1766: Franz Christoph Anton von Hohenzollern-Sigmaringen
- 1766–1784: Caspar Anton von Belderbusch
- 1784–1785: Carl Otto Ludwig Theodat von und zu Gymnich

### I consigli di governo
Come in altri stati dell'Impero, anche nell'Elettorato di Colonia esistevano diversi consigli di governo con membri prescelti dall'arcivescovo e paragonabili a moderni segretari di stato con a capo un ministro per ogni settore. I vari collegi erano:
- Il Consiglio segreto, guidato da un cancelliere e afferente alle questioni fondamentali dell'amministrazione dello stato e direttamente referente all'arcivescovo;
- Il Consiglio cardinalizio, afferente a Roma e guidato da un presidente con un proprio consiglio d'amministrazione e un direttore di settore;
- Il Consiglio giudiziario, guidato dal presidente del tribunale supremo dell'elettorato e dotato di una propria cancelleria;
- Il Consiglio legislativo, con competenze in materia legislativa e di proposta nonché dell'amministrazione della zecca di stato;
- Il Consiglio di guerra, con competenza in materia bellica e nell'esercito

### IlLandtag
Fino alla dissoluzione dello stato elettorale, Colonia disponeva di tre aree amministrative fondamentali, costituite dall'arcidiocesi propriamente detta, dal Ducato di Vestfalia e dall'area di Vest Recklinghausen. Le tre aree erano formalmente indipendenti l'una dall'altra, ma unite in unione personale nella carica dell'arcivescovo. Ognuna di queste istituzioni aveva propri organi di governo, di cui il più importante era indubbiamente il Parlamento dell'Elettorato che aveva sede presso il monastero minorita di Bonn. I parlamenti, essenzialmente, si occupavano di gestire le imposte su base territoriale e di curare l'amministrazione interna ai diversi territori.
Dal tardo medioevo venne stabilito che i membri del parlamento di Bonn provenissero necessariamente da quattro ambiti definiti:
- Il capitolo della cattedrale di Colonia: che vantava 4 membri.
- La nobiltà: in numero variabile a discrezione dell'arcivescovo con almeno un seggio riservato a un nobile protestante da almeno quattro generazioni
- I cavalieri: detentori di 227 seggi, vi veniva ammesso chi poteva dimostrare di avere quattro quarti di nobiltà
- Le città: le maggiori città dell'arcidiocesi (18 in tutto) occupavano dei seggi loro riservati all'interno del Landtag

La dieta si riuniva formalmente una volta all'anno, nei primi mesi. Il cerimoniale di apertura comprendeva l'assistere ad una messa solenne presieduta dall'arcivescovo che nella medesima sede, assieme al capitolo, approvava o negava l'accesso ai membri prescelti, controllando le loro credenziali.
Dai risultati delle votazioni svoltesi nei differenti anni, si può vedere dai dati d'archivio come i voti dei membri capitolari, dell'aristocrazia e dei cavalieri fossero spesso coalizzati tra loro, mentre nelle città si avvertivano tendenze diametralmente opposte tra loro in molti casi, in particolare si opponevano alla pressione delle classi più abbienti le città di campagna o quelle al confine con altri stati. Ad ogni modo, i cavalieri provenienti dalla provincia erano spesso tendenti a favorire le loro città di origine e per questo essi in molti casi rappresentarono l'ago della bilancia per ottenere l'approvazione o l'abrogazione di un decreto.
I diversi elettori nel corso dei secoli tentarono di limitare o perlomeno di ridurre l'influenza dei landtag sulle decisioni prese dagli organi di governo superiore ma senza grandi successi, in particolare in aree come il Ducato di Vestfalia ove il potere temporale dell'arcidiocesi era meno radicato.